# De ce are vulpea coadă
De ce are vulpea coadă este un film românesc de comedie din 1989 regizat de Cornel Diaconu după un scenariu scris de Ion Băieșu.  Rolurile principale au fost interpretate de actorii Rodica Mandache, Geo Costiniu, Valentin Uritescu și Octavian Herescu.

## Rezumat
Un cuplu bucureștean pleacă în concediu împreună cu băiețelul lor de 6 ani, Gabi, la părinții soțului, într-un sat de munte. Are loc și un incident cu o vulpe și un curcan.
Filmul este o „întoarcere” - în acest caz a unei familii trăind în mediu citadin, în satul copilăriei. Privită prin ochii copilului, „întoarcerea” devine absolut cuceritoare, atingând strunele sufletului celui care a lăsat în urmă universul copilăriei de mult, prea mult timp.
Bunicul și bunica sunt foarte fericiți și sunt cuceriți de inocența lui Gabi, arătându-i valorile satului românesc și mai ales rolul țăranului în existența orășeanului, dar acest lucru nu este un motiv că micuțul Gabi să provoace diferite întâmplări datorită nazbatiilor sale, mai ales că în grădina lor, își făcuse apariția o vulpe.

## Distribuție
Distribuția filmului este alcătuită din:
- Rodica Mandache — mama lui Gabi, farmacistă din București
- Geo Costiniu — Eugen („Genu”) Irimia, tatăl lui Gabi, fizician din București
- Valentin Uritescu — nea Costică Irimia, bunicul patern al lui Gabi, țăran din Aldeni
- Octavian Herescu — Gabi, băiețel în vârstă de 6 ani
- Antoaneta Glodeanu — bunica paternă a lui Gabi, țărancă din Aldeni
- Magda Catone — Maricica Voinea, soția președintelui C.A.P.-ului, fosta iubită a lui Eugen
- Florin Zamfirescu — Ion („Ionuț”) Voinea, președintele C.A.P., fostul coleg de bancă al lui Eugen
- Petre Nicolae — ciobanul de la stâna unde înnoptează cei trei pe drumul către Aldeni
- Ana Maria Dumitrescu — Maria, fetița vecină de la Aldeni
- Gelu Moroșan — copilul Gelu
- Alexandru Neaga — copilul Săndel
- Tudor Bordea — copil
- Dan Becerescu — copil
- Diana Nemeș — copil
- Flavia Nemeș — copil

## Primire
Festivaluri, premii
- 1989 - Costinești - Mențiune specială de popularitate. Mențiune specială (pentru Octavian Herescu)